# Jean-Baptiste Bagaza
Jean-Baptiste Bagaza (ur. 29 sierpnia 1946 w Rutovu, zm. 4 maja 2016 w Brukseli) – burundyjski polityk i wojskowy, prezydent Burundi w latach 1976–1987.
Pochodzi z plemienia Tutsi. Do 1971 przebywał na emigracji w Belgii. W latach 1972–1976 był zastępcą szefa sztabu generalnego. Uczestniczył w wojskowym zamachu stanu, który w 1976 odsunął od władzy generała Michela Micombero. Objął po nim stanowisko prezydenta, zostając także przewodniczącym Najwyższej Rady Rewolucyjnej. Od 1981 stał na czele Wojskowej Rady Rewolucyjnej, w 1982 został również premierem. Prowadził politykę ograniczania praw Kościoła katolickiego. Obalony przez majora Pierre'a Buyoyę w 1987, wyemigrował do Libii.
Do polityki powrócił w roku 1994. Przewodził Partii na rzecz Naprawy Narodowej. Jako były prezydent dożywotnio wchodził w skład burundyjskiego Senatu.